# Weißaugenmöwe
Die Weißaugenmöwe (Ichthyaetus leucophthalmus, Syn.: Larus leucophthalmus) ist eine Art der Möwen. Das relativ kleine Verbreitungsgebiet ist auf das Rote Meer und den Golf von Aden beschränkt, wo die Art auf küstennahen Inseln brütet. Die IUCN stuft die Weißaugenmöwe als Art der Vorwarnliste (near threatened) ein.

## Merkmale
Weißaugenmöwen sind mittelgroße und schlanke Möwen. Mit einer Körperlänge von 39–43 cm und einer Flügelspannweite von 100–109 cm ist diese Art etwa so groß wie eine Sturmmöwe. Im Prachtkleid sind Kopf, Hals und Brustlatz schwarz, ober- und unterhalb des Auges befindet sich jeweils ein breiter weißer Halbmond. Die Brust und die Schultern sind hellgrau, der Rücken und die oberen Flügeldecken dunkler grau, der übrige Rumpf und der Schwanz sind weiß. Die Schwingen sind an der Basis grau und im Übrigen schwarz, die Armschwingen und die inneren Handschwingen sind weiß gerandet. Die Flügelunterseite ist fast einfarbig grau, nur die Spitzen der äußeren Handschwingen sind schwärzlich. Der lange und schlanke Schnabel ist zweifarbig mit roter Basis und schwarzer Spitze. Die Iris ist dunkel, die Beine sind hell grünlich gelb.
Im Schlichtkleid ist die im Prachtkleid schwarze Kopfregion auf weißlichem Grund schwarz gestrichelt. 

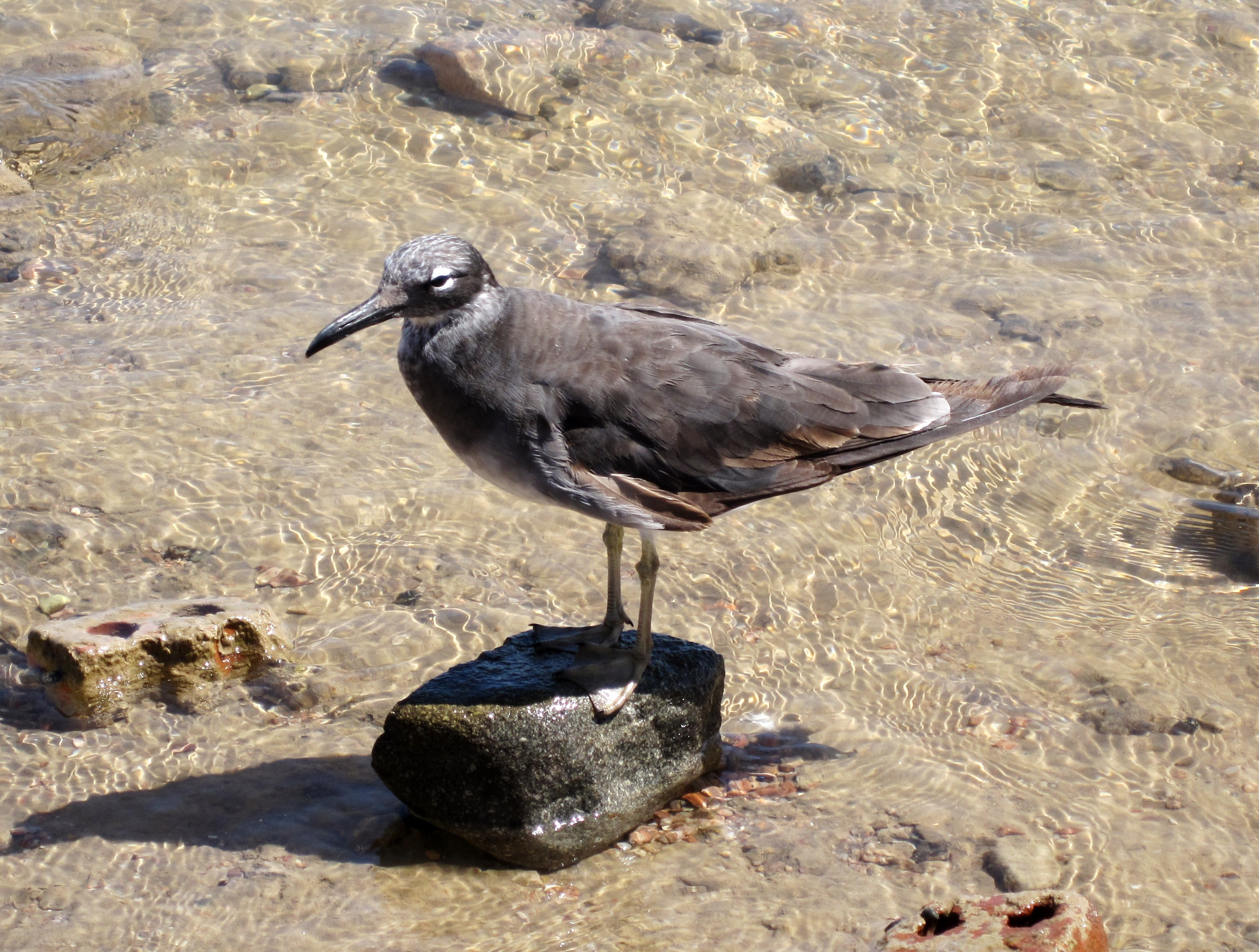
Weißaugenmöwe im ersten Frühjahr (etwa 1 Jahr alt) mit bereits teilweise ausgeprägter schwarzer Kopfzeichnung

Im Jugendkleid sind Kopf, Hals, obere Brust, Schultern und Unterflügel fast einfarbig dunkel braungrau. Die Halbmonde um die Augen sind bereits vorhanden, jedoch deutlich schmaler als bei adulten Tieren. Die Oberflügeldecken sind ebenfalls dunkel braungrau, aber breit hellbräunlich gerandet. Die Schwingen und die Steuerfedern sind fast einfarbig schwärzlich, die Armschwingen und die inneren Handschwingen sind wie bei den adulten weiß gerandet. Der übrige Rumpf ist weiß, der Bürzel ist weiß mit dunkler Strichelung oder Fleckung. Der Schnabel ist einfarbig dunkelgrau; die Beine sind hell gelblich rosa. Im Alter von drei Jahren sind die Vögel ausgefärbt.

## Verbreitung und Lebensraum
Das relativ kleine Verbreitungsgebiet ist auf die Küsten des Roten Meeres und des Golfs von Aden beschränkt. Außerhalb der Brutzeit sind Weißaugenmöwen auch im Golf von Akaba und auf dem offenen Meer anzutreffen. Irrgäste wurden in der Türkei, an der israelischen Mittelmeerküste, in den Vereinigten Arabischen Emiraten, im Oman und im Iran nachgewiesen.

## Lebensweise
Weißaugenmöwen suchen überwiegend auf dem küstennahen Meer nach Nahrung, einige ägyptische Populationen nutzen jedoch auch Müllkippen als Nahrungsquelle. Die Nahrung besteht aus Fisch, Krebstieren, Weichtieren, Ringelwürmern und Abfällen. Die Art brütet auf küstennahen, flachen Inseln in lockeren Kolonien in Strandnähe. Die Nester befinden sich auf vegetationsfreiem, felsigem Terrain oder auf offenen Sandflächen. Das Nest ist eine flache Bodenmulde, die mit etwas Material umgrenzt wird.

## Bestand und Gefährdung
Die IUCN gibt den Weltbestand ohne Eritrea für 2003 mit 12.000–13.000 Brutpaaren an, einschließlich Eritrea schätzt sie den Weltbestand auf 37.000–44.000 Individuen. Die größten Bestände haben der Jemen mit mindestens 3900 Paaren, Ägypten mit 2500 Paaren und Somalia mit 1200–2200 Paaren. 
Der Bestand gilt noch als stabil, die IUCN befürchtet jedoch einen Bestandsrückgang innerhalb der nächsten drei Generationen (33 Jahre). Als Hauptgefährdungsfaktoren gelten auf die Brutinseln eingeführte Bodenprädatoren, z. B. Ratten, sowie Ölverschmutzungen auf dem Meer und an den Stränden. Weitere Gefährdungen bestehen durch die Nutzung der Küken und Eier für die menschliche Ernährung (vor allem in Somalia), Störungen in den Brutkolonien durch Fischer und Touristen sowie durch Bohrungen für die Ölsuche. Die IUCN stuft die Weißaugenmöwe daher als Art der Vorwarnliste (near threatened) ein.